# سبيلامبيرتو
سبيلامبيرتو (بالإيطالية: Spilamberto)‏ هي بلدية في مقاطعة مودينا في إقليم إميليا رومانيا الإيطالي.

## السكان
في سنة 1861 بلغ عدد السكان 3٬591 نسمة، وتطور العدد ليصل في سنة 2011 لـ 12٬130 نسمة.
يظهر هذا المخطط البياني تطور النمو السكاني لـ سبيلامبيرتو